# Varga E. Árpád
Varga E. Árpád (Ernszt Árpád; Budapest, 1952. április 11. – 2011. május 1.) könyvtáros, társadalomkutató.

## Életútja és munkássága
1985 óta Erdély nemzetiségi statisztikáival, etnikai és felekezeti viszonyaival, a magyarsággal kapcsolatos népességadatok kutatásával foglalkozik. Első kéziratos feldolgozásait 1985 és 1988 között a Magyarságkutató Csoport számára készítette. Erdély népességének anyanyelvi megoszlását vizsgálta a mai területi szempontok szerint, az 1910-es és az 1956-os romániai népszámlálás adatai alapján. Ezen adatok felhasználásával 1990-ben elkészítette Erdély etnikai térképét. 1991 és 1994 között kutatási területét – az anyanyelv vizsgálatát – kiterjesztette a nemzetiségi és felekezeti adatok vizsgálatával.
1987-ben frissítette a Lipszky János-féle térkép erdélyi szelvényeiről készült helynévmutatóját. 1989-ben a romániai településrendezési terv kapcsán az etnikai viszonyok alakulását vizsgálta hét észak-erdélyi megye magyar többségű településvidékén. 1992-ben tanulmányt készített a 20. századi erdélyi népszámlálások nemzetiségi statisztikáinak módszertani problémáiról, majd az 1992-es romániai népszámlálás adatait tanulmányozta, az erdélyi magyarság számának alakulását, etnikai és felekezeti eredményeit vizsgálta. 1998 és 2002 között hat kötete jelent meg Erdély etnikai és felekezeti statisztikája címmel, amelyben Varga E. Árpád az erdélyi települések 1850 és 1992 közötti anyanyelvi, nemzetiségi és vallásfelekezeti idősorait teszi közzé. Az összeállítást 2005-ben internetes adatbázisként tette közzé az Erdélyi Magyar Adatbank oldalán, amelyet 2007 és 2009 között kiegészített a 2002-es romániai népszámlálás feldolgozott adataival. A 2002-es romániai népszámlálást követően megjelent A romániai magyarság népességcsökkenésének okairól című tanulmánya. 2002 márciusában Fényes Elek-emlékéremmel tüntette ki Mellár Tamás, a Központi Statisztikai Hivatal elnöke.

## Publikációi
- Varga E. Árpád: Népszámlálások a jelenkori Erdély területén. Jegyzetek Erdély és a kapcsolt részek XX. századi nemzetiségi statisztikájának történetéhez.  Budapest, 1992, Regio - MTA Történettudományi Intézet. 208 p. (Regio könyvek)
- Erdély etnikai arculatának változása. Nyárády R. Károly és Varga E. Árpád elemzései az 1977. évi romániai népszámlálásról. Kápolnai Iván előszavával. Budapest, 1996, Teleki László Alapítvány Könyvtár és Dokumentációs Szolgálata. 107, [46] p. (Kisebbségi adattár)
- Varga E. Árpád: Erdély etnikai és felekezeti statisztikája. I. Kovászna, Hargita és Maros megye. Népszámlálási adatok 1850-1992 között. Csíkszereda, 1998, Pro-Print. 597 p., [8] t., 4 t.fol. (Múltunk könyvek)
- Varga E. Árpád: Fejezetek a jelenkori Erdély népesedéstörténetéből. Tanulmányok. Budapest, 1998, Püski. 388 p.
- Varga E. Árpád: Erdély etnikai és felekezeti statisztikája. II. Bihar, Máramaros, Szatmár és Szilágy megye. Népszámlálási adatok 1850/1869-1992 között. Csíkszereda, 1999, Pro-Print. 878 p., [7] t., 5 t.fol. (Múltunk könyvek)
- Varga E. Árpád: Erdély etnikai és felekezeti statisztikája. III. Arad, Krassó-Szörény és Temes megye. Népszámlálási adatok 1869-1992 között. Csíkszereda, 2000, Pro-Print. 654 p., [7] t., 4 t.fol. (Múltunk könyvek)
- Varga E. Árpád: Erdély etnikai és felekezeti statisztikája. IV. Fehér, Beszterce-Naszód és Kolozs megye. Népszámlálási adatok 1850-1992 között. Csíkszereda, 2001, Pro-Print. 781 p., [8] t., 4 t.fol. (Múltunk könyvek)
- Varga E. Árpád: Erdély etnikai és felekezeti statisztikája. V. Brassó, Hunyad és Szeben megye. - A Kárpátokon túli megyékhez került települések. Népszámlálási adatok 1850-1992 között. Csíkszereda, 2002, Pro-Print. 661 p., [8] t., 4 t.fol. (Múltunk könyvek)
- Varga E. Árpád: Erdély etnikai és felekezeti statisztikája, 1850-1992. Helységnévtár. Összesített mutató az I-V. kötetekhez. Csíkszereda, 2002, Pro-Print. 556 p. (Múltunk könyvek)